# Всероссийский союз евангельских христиан
Всеросси́йский сою́з ева́нгельских христиа́н (не ранее 1923 года и не позднее 1925 года был переименован во Всесою́зный сове́т ева́нгельских христиа́н), сокр. ВСЕХ — централизованная организация евангельских христиан (прохановцев) на территории Российской империи/СССР.
Существовал с 1911 года до октября 1944 года (с перерывом на время самороспуска с мая 1930 года по 23 августа 1931 года). Был упразднён 27 октября 1944 года в результате объединения евангельских христиан с баптистами. На платформе ВСЕХ был создан ВСЕХиБ — Всесоюзный совет евангельских христиан и баптистов.
В 1911 году вошел во Всемирный баптистский альянс, а лидер ВСЕХ И. С. Проханов в ходе второго Всемирного конгресса баптистов (Филадельфия, США, 1911) был избран одним из десяти вице-президентов Всемирного баптистского альянса и оставался на этом посту до 1928 года.
Официальными изданиями ВСЕХ являлись журнал «Христианин» и газета «Утренняя Звезда».
Канцелярия ВСЕХ до 1931 года располагалась в Санкт-Петербурге (Петрограде, Ленинграде), с 1931 года - в Москве.

## Предыстория

Первый Всероссийский съезд евангельских христиан в Санкт-Петербурге, 14 — 26 сентября 1909 года

В 1870-х годах в среде петербургской аристократии началось «духовное пробуждение», толчком которому послужили проповеди английского миссионера лорда Гренвилла Редстока, приглашенного в Россию Е. И. Чертковой. В число последователей барона Редстока вошли княгини Н. Ф. Ливен, В. Ф. Гагарина, граф А. П. Бобринский, граф М. М. Корф, полковник В. А. Пашков, вдова генерал-адъютанта Е. И. Черткова, Ю. Д. Засецкая и др.. Организованные Редстоком молитвенные собрания продолжались и в период его выездов из России, к ним присоединялись как дворяне, так и горожане неаристократического происхождения.
Первоначально движение являлось экуменическим, в него входили православные, лютеране и представители других исповеданий. Штундисты, баптисты и представители русского духовного христианства (в первую очередь, молокане), рассматривались как братья во Христе. В условиях негативного отношения РПЦ и административного и уголовного преследования царского правительства, движение пашковцев постепенно отмежёвывалось от православия и со временем всё больше обретало вид отдельной деноминации евангелического направления.
В первое десятилетие XX века в лидеры движения выдвигается И. С. Проханов, ранее крещённый в баптистской церкви. В 1906—1908 годах Проханов с группой единомышленников предпринял попытку создания Русского Евангельского Союза, который объединил бы верующих разных конфессий, «исповедующих основные евангельские догматы». Хотя формально Русский Евангельский Союз удалось учредить, он оказался не жизнеспособен, объединив лишь несколько десятков верующих. Одной из основных причин тому стала позиция части баптистских лидеров, указавших на догматическую размытость Союза и неизбежные противоречия при создании межконфессиональной организации.
Тогда Проханов начал работу по со созданию Всероссийского союза евангельских христиан — конфессиональной организации евангельских христиан (пашковцев), которая объединяла не на уровне отдельных верующих, а на уровне поместных церквей и групп. В сентябре 1909 года он созвал Первый Всероссийский съезд евангельских христиан, который имел совещательный характер. Собственно Устав и Вероучение ВСЕХ были приняты на Втором Съезде в декабре 1910 — январе 1911 годов.

10-й Всесоюзный съезд евангельских христиан в Ленинграде 1926 год

## Структура
Высшим руководящим органом ВСЕХ являлся всероссийский (позднее всесоюзный) съезд евангельских христиан. В период между съездами руководство осуществлял Совет ВСЕХ, возглавляемый председателем. Совет имел профильные отделы (миссионерства, издательский и т. д.)
В регионах создавались территориальные отделы, например, Дальневосточный отдел ВСЕХ, Сибирский отдел ВСЕХ и др., а также более мелкие — краевые, областные, окружные и районные.
Высшим руководящим органом ВСЕХ являлся всероссийский (позднее всесоюзный) съезд евангельских христиан. В период между съездами руководство осуществлял Совет ВСЕХ, возглавляемый председателем. Так, в 1931 году в состав Совета входили пять членов (председатель, заместитель председателя, казначей, секретарь, член Совета), также избирались три кандидата в члены Совета и Ревизионная комиссия из трех человек.
При Совете создавались профильные отделы. Например, в 1922 году существовали:
— Отдел Духовных дел (отвечал за духовную работу)
— Организационный отдел (ведал структурно-организационными вопросами Союза и его территориальных отделов)
— Гражданский отдел (ведал взаимоотношениями с органами власти и другими светскими организациями)
— Просветительный отдел
— Музыкально-певческий отдел
— Отдел благоустройства и материальной помощи
— Хозяйственный отдел
— Финансовый отдел

## Руководство

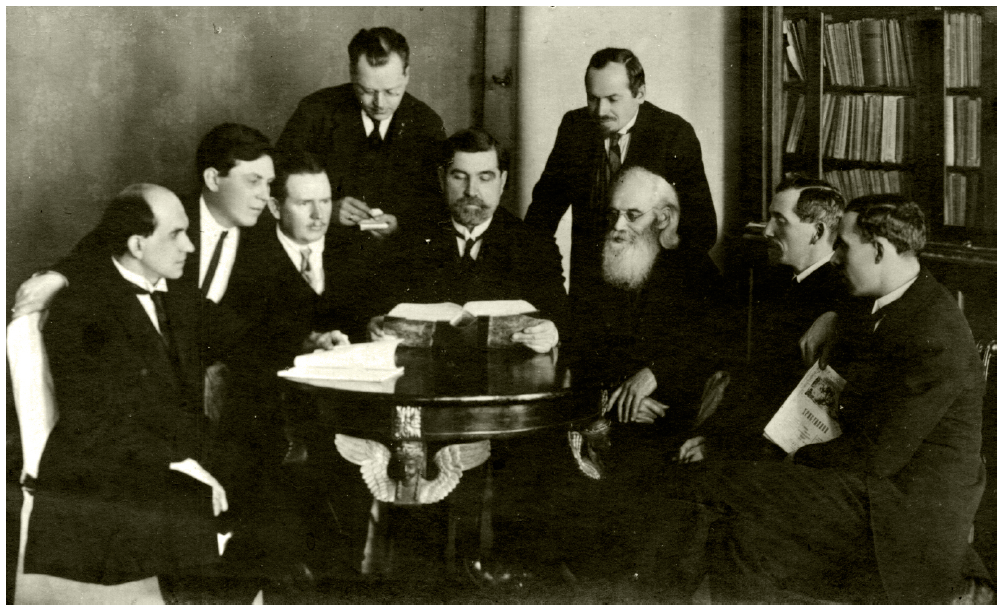
Совет Всесоюзного совета евангельских христиан (прохановцев). Около 1927 года. В центре - И. С. Проханов, справа от него - И. В. Каргель. Крайний слева - А. В. Карев.

### Председатели
1911—1931 годы — И. С. Проханов (с 1931 — почётный председатель)
1931—1938 годы — Я. И. Жидков
1938—1944 годы — М. А. Орлов

### Товарищи (заместители) председателя
1911—1922 (как минимум) годы — Г. М. Матвеев
1924—1931 годы — Я. И. Жидков
1926 год — В. И. Быков
с 1931 года — А. Л. Андреев

### Секретари
1926—1931 год — П. С. Капалыгин
1931—1935 годы — А. В. Карев
1931—1938 годы — М. А. Орлов

## Численность
Данные о численности членов церквей самим Союзом не публиковались.
По сведениям Департамента духовных дел иностранных исповеданий МВД Российской империи, собранным через губернаторов, к 1 января 1912 года общее количество «сектантов» в России составляло 399.565 человек. Евангельские христиане по численности уступали молоканам-«воскресникам» (около 134 тысяч человек), баптистам (штундистам) (около 115 тысяч человек) и меннонитам (около 36 тысяч человек), их насчитали 30.716 человек.
Согласно докладу заместителя председателя ВСЕХ Я. И. Жидкова на 10-м Всесоюзном съезде евангельских христиан, число общин, входивших в Союз, выросло с 87 в 1909 году до 2500 в 1926 году.

## Деятельность

### Съезды
Для решения наиболее важных вопросов в области догматики, миссионерства, просвещения и внутренней жизни церквей проводились съезды, — как всероссийские (всесоюзные), так и территориальные. Периодичность проведения съездов зависела от ряда причин, главной из которых было лояльное отношение органов власти. При благоприятных внешних условиях всероссийские (всесоюзные) съезды проводились ежегодно. Всего было проведено 11 всероссийских (всесоюзных) съездов (один из них проводился совместно двумя союзами — ВСЕХ и Союзом баптистов).
| Номер              | Дата                  | Место     | Число делегатов | Основные вопросы повестки |
| ------------------ | --------------------- | --------- | --------------- | --- |
| 1                  | 14.09.1909-24.09.1909 | Петербург | 24              | Основание Библейского института, установление дня молитвы за единство христиан |
| 2                  | 28.12.1910-4.01.1911  | Петербург | 47              | Утверждение Устава Союза и «прохановского» вероисповедания. Основание Библейских курсов                                                                                                  |
| 3                  | 31.12.1911-4.01.1912  | Петербург | 91              | Организация молодежных кружков, вопросы усилившихся гонений, вопросы догматики |
| 4                  | 17.05.1917-25.05.1917 | Петроград | Более 100       | Создание христианско-демократической партии «Воскресение», вопросы единства с баптистами                                                                                                 |
| 5                  | 25.12.1917-1.01.1918  | Москва    | 94              | Миссионерство, вопросы внутренней церковной жизни |
| 6                  | 12.10.1919-18.10.1919 | Петроград | До 90           | Миссионерство (избрание 50 благовестников), вопросы христианской печати, единства с баптистами                                                                                           |
| 7                  | 27.05.1920-7.06.1920  | Москва    | 150             | Международная миссия (посылка благовестников в Китай и Индию, а также нацменьшинствам России), слияние с Союзом баптистов, открытие Библейских курсов, условия рукоположения пресвитеров |
| Общий с баптистами | 1.06.1920-4.06.1920   | Москва    | 120             | Слияние двух союзов (фактически осуществить не удалось) |
| 8                  | 1.12.1921-10.12.1921  | Петроград | 142             | Избрание благовестников, помощь голодающим, единство с баптистами, о Библейском институте, о стеснении религиозной свободы, о рукоположении                                              |
| 9                  | 1.09.1923-10.09.1923  | Петроград | 303             | Отказ от христианского пацифизма, единство с баптистами |
| 10                 | 30.11.1926-6.12.1926  | Ленинград | 350             | Вопросы о пацифизме и обязанностях перед государством, о единстве с баптистами, о христианских трудовых организациях, о духовном воспитании                                              |

### Благовестие
ВСЕХ придавал большое значение делу благовестия. Помимо призывов верующих к проповеди Евангелия, ВСЕХ содержал штатных благовестников, получавших содержание от Союза. Благовестники от Союза избирались в ходе Всероссийского (Всесоюзного) съезда, благовестники от территориальных отделов ВСЕХ - территориальными съездами.  
К 1928 году в каждом из территориальных отделов ВСЕХ трудилось до 10 благовестников, кроме того, около 100 благовестников содержал собственно ВСЕХ.

### Издательская деятельность
По эгидой ВСЕХ выходили периодические издания — газета «Утренняя Звезда» (1910—1922), журнал «Христианин» (1905—1928) и приложения к нему — «Братский листок», «Молодой виноградник» и «Детский друг», а также журнал «Сеятель». Дальневосточный Отдел ВСЕХ издавал во Владивостоке собственный журнал «Слово и жизнь» (1921—1922).
Кроме того, ВСЕХ выпускал книги и брошюры по богословию (например, книгу И. В. Каргеля «Свет из тени будущих благ»), справочники по законодательству о религии, стихотворные и песенные сборники, календари.
В 1925—1927 годах ВСЕХ удалось напечатать 25 тысяч экземпляров Библии, 20 тысяч экземпляров Нового Завета и 15 тысяч экземпляров Симфонии.

### Подготовка служителей
С 1905 года по предложению И. С. Проханова периодически проводились шестинедельные курсы для проповедников. 
В 1912 году Совет ВСЕХ получил разрешение на открытие двухгодичных Библейских курсов в Петербурге. На следующий год студенты были набраны и курсы открылись, однако помешала Первая мировая война.
В 1924 г. Проханов организовал однократные девятимесячные курсы в Ленинграде, в Доме спасения, а в 1925 году открылись постоянные курсы, имевшие общежитие для студентов и квартиры для преподавателей. Эти курсы просуществовали до 1929 года, когда были разогнаны властями в ходе сталинского наступления на религию. К этому времени курсы подготовили 400 проповедников.

## Временное приостановление деятельности
В условиях усиливающихся гонений на религию в СССР, в мае 1930 года постановлением расширенного Президиума ВСЕХ деятельность Союза была приостановлена. Члены ВСЕХ перешли на другую работу — частично на гражданскую, частично — на служение в общины.
Однако спустя год, 23 августа 1931 года, на проходившем в Москве Всесоюзном совещании евангельских христиан было принято решение ходатайствовать о продолжении деятельности Союза. Таким образом официальная деятельность ВСЕХ было продолжена, однако, о работе в прежних масштабах не было и речи. В этот период ВСЕХ, по выражению религиоведа Л. Н. Митрохина, «несмотря на периодические аресты руководства и перерывы в работе, продолжал все же влачить жалкое существование».

## Окончание деятельности

Президиум ВСЕХиБ, 1944 год. Слева направо: М. А Орлов, П. И. Малин, Я. И. Жидков, А. В. Карев и М. И. Голяев

В связи с тем, что деятельность Союза баптистов так и не была возобновлена, в мае 1942 года его представители М. И. Голяев и Н. А. Левинданто предложили ВСЕХ взять под свою опеку баптистские общины. Несколько позднее был образован Временный Совет евангельских христиан и баптистов.
26-29 октября 1944 года с разрешения властей в Москве прошло Всесоюзное совещание евангельских христиан и баптистов, в котором приняли участие 45 делегатов. Участники совещания приняли решение о слиянии евангельских христиан и баптистов в один Союз с Всесоюзным Советом, как руководящим органом. Со стороны Совета ВСЕХ в новый Совет вошли: Я. И. Жидков (председатель), М. А. Орлов (один из двух заместителей), А. В. Карев (секретарь), А. Л. Андреев (один из трех членов Совета).

## Современность
1 августа 1992 года в Москве на съезде представителей церквей было объявлено о восстановлении Союза церквей евангельских христиан (СЦЕХ). Тем не менее, большинство общин, до 1944 года принадлежавших к ВСЕХ, остались в общих с баптистами объединениях.
В последующие годы, в разных регионах России и в других странах СНГ формировались отдельные общины и централизованные объединения евангельских христиан, претендовавшие на духовное преемство от ВСЕХ.
В ходе проведения в апреле 2009 года в г. Москве конгресса, посвящённого столетнему юбилею движения евангельских христиан в России, было официально объявлено об образовании на базе ряда таких объединений и автономных церквей Всероссийского содружества евангельских христиан (с той же аббревиатурой ВСЕХ, указывающей на преемство историческому Союзу). Председателем совета был избран В. П. Тен, секретарем — А. Т. Семченко. Было возобновлено издание журнала «Христианин» как органа новообразованной структуры.
Перед подготовкой Второго конгресса ВСЕХ, прошедшего в апреле 2011 года в Москве, состав членов совета Всероссийского содружества евангельских христиан расширился новыми участниками, а новым председателем Совета избран П. Н. Колесников.
По мнению А. П. Пузынина, «на настоящий момент времени во ВСЕХ существует две тенденции: 1) ориентация на включение всех, именуемых себя „евангельскими христианами“ и 2) ориентация на выборочное включение субъектов содружества на основании вероучения содружества, делимитирующего границы богословия и практик этого сообщества веры».